# Confédération démocratique du travail (RDC)
Pour les articles homonymes, voir CDT.
La Confédération Démocratique du Travail (CDT) est l'une des plus puissantes confédérations interprofessionnelles de syndicats congolais.
Elle contient treize Fédérations professionnelles dirigée chacune par un Secrétaire général. La CDT est présente dans le secteur privé et dans l'administration publique, elle est considérée comme le fer de lance de l'action syndicale en RDC. 
Avec son idéologie socio-démocratique la CDT prend souvent position sur le plan politique pour critiquer la mauvaise gouvernance qui caractérise la classe politique congolaise. 
Son congrès se tient chaque cinq ans pour élire ses gestionnaires membres du Bureau journalier composé de cinq membres. Le Bureau Exécutif, organe de décision, est composé de Secrétaires généraux de Fédérations, les membres du Bureau journalier, organe de gestion, et les chefs de départements spécialisés. 
La CDT est affiliée à la Confédération syndicale internationale (CSI).